# Arthur Aston (guvernör)
Arthur Aston, död 1627, var guvernör i Avalonkolonin på Newfoundland. Han utnämndes 1625 av sir George Calvert. Aston var en gudfruktig romersk katolik och blev rekommenderad av Father Stout till guvernörsämbetet i den katolska kolonin. Aston kom till Ferryland, Avalons huvudstad, 1626 men återvände till England nästa år för att avgå och i stället delta i hertigen av Buckinghams styrkor i Frankrike, där han dog samma år.